# 卡利尼夫卡 (克拉斯諾赫拉德區)
49°26′55″N 35°38′40″E / 49.44861°N 35.64444°E
卡利尼夫卡（烏克蘭語：Калинівка）是位於烏克蘭東部的村莊，由哈爾科夫州别列斯京区的克拉斯諾赫拉德市鎮負責管轄。該村始建於1800年，面積0.34平方公里，海拔高度106米，2001年人口22，人口密度每平方公里64.9人。